# Les Gours
Les Gours är en kommun i departementet Charente i regionen Nouvelle-Aquitaine i västra Frankrike. Kommunen ligger  i kantonen Aigre som ligger i arrondissementet Confolens. År 2022 hade Les Gours 93 invånare.

## Befolkningsutveckling
Antalet invånare i kommunen Les Gours
Referens:INSEE